# Avner Oil Exploration
Avner Oil Exploration (hebrejsky: אבנר חיפושי נפט, Avner Chifuši Neft, zkratka AVNR.L) je izraelská firma.

## Popis
Jde o firmu zaměřující se na těžbu plynu, respektive přípravu její těžby poté, co byla ve vodách poblíž Izraele objevena mocná ložiska této suroviny. 38% podíl v ní přímo a dalších 13 % nepřímo ovládá skupina Delek. Ředitelem společnosti je Gidon Tadmor. Mezi roky 1999–2000 narazily firmy Avner Oil Exploration a Delek Drilling poprvé na ložiska zemního plynu v lokalitách Noa a Mari-B ve Středozemního moře poblíž pobřeží Izraele. Počátkem roku 2009 pak bylo objeveno ložisko Tamar. Firma je obchodována na Telavivské burze cenných papírů a je zařazena do indexu TA-25.
Podle dat z roku 2010 byla firma Avner Oil Exploration desátým největším podnikem v sektoru chemického průmyslu a těžby minerálů v Izraeli podle tržeb, které roku 2010 dosáhly 317 milionu šekelů.